# Beneil Dariush
Beneil Dariush (Úrmia, 6 de maio de 1989) é um lutador americano-assírio de MMA que atualmente compete na categoria Peso Leve do Ultimate Fighting Championship.

## Background
Dariush faz parte da renomada equipe de MMA, Kings MMA, comandada por Rafael Cordeiro. Ele tem como parceiro de treinos o brasileiro Fabrício Werdum, além dos experientes Jake Ellenberger, Mark Muñoz e Jason Miller

## Carreira no MMA

### Início no MMA
Dariush fez sua estreia no MMA profissional no RITC 2 em 20 de novembro de 2009 contra Jordan Betts. Dariush venceu por decisão dividida.
Dariush obteve um cartel invicto de seis vitórias até assinar com o UFC no final de 2013.

### Ultimate Fighting Championship
Dariush era esperado para fazer sua estreia na organização em 14 de janeiro de 2014 no UFC Fight Night: Rockhold vs. Philippou contra Jason High, que lutaria contra Adlan Amagov, este que foi obrigado a deixar o card com uma lesão. No entanto, High foi obrigado a se retirar da luta após ter seu apêndice rompido e foi substituído por Charlie Brenneman. Dariush finalizou Brenneman com um mata leão no primeiro round.
Dariush enfrentou Ramsey Nijem no UFC Fight Night: Nogueira vs. Nelson em abril de 2014. Nijem nocauteou Dariush restando 40 segundos para finalizar o primeiro round. Esta foi a primeira derrota no cartel de Dariush desde que iniciou no MMA profissional.
Dariush enfrentou Tony Martin no UFC Fight Night: Henderson vs. dos Anjos em 23 de agosto de 2014. Ele venceu por finalização (triângulo de braço) no primeiro round.
Dariush era esperado para enfrentar o brasileiro Alan Patrick no UFC 179 em 25 de Outubro de 2014. No entanto, uma lesão fez ele ser substituído pelo invicto Diego Ferreira. Ele venceu a luta por decisão unânime.
Dariush enfrentou Daron Cruickshank em 14 de Março de 2015 no UFC 185 e o venceu por finalização com um mata leão no segundo round.
Ele substituiu Paul Felder na luta contra Jim Miller em 18 de Abril de 2015 no UFC on Fox: Machida vs. Rockhold. Dariush venceu a luta por decisão unânime.
Dariush enfrentou Michael Johnson em 8 de Agosto de 2015 no UFC Fight Night: Teixeira vs. St. Preux e o venceu por uma polêmica decisão dividida.

## Cartel no MMA
| Cartel no MMA   |             |            |
| 29 lutas        | 22 vitórias | 6 derrotas |
| Por nocaute     | 5           | 5          |
| Por finalização | 8           | 1          |
| Por decisão     | 9           | 0          |
| Empates         | 1           | 1          |

| Res.    | Cartel | Oponente             | Método                               | Evento                                       | Data       | Round | Tempo | Local                       | Notas                 |
| ------- | ------ | -------------------- | ------------------------------------ | -------------------------------------------- | ---------- | ----- | ----- | --------------------------- | --------------------- |
| Derrota | 22-6-1 | Arman Tsarukyan      | Nocaute Técnico (socos)              | UFC na ESPN: Dariush vs Tsarukyan            | 02/12/2023 | 1     | 1:04  | Austin, Texas               |                       |
| Derrota | 22-5-1 | Charles Oliveira     | Nocaute Técnico (socos)              | UFC 289: Nunes vs. Aldana                    | 10/06/2023 | 1     | 4:10  | Vancouver, British Columbia |                       |
| Vitória | 22-4-1 | Mateusz Gamrot       | Decisão (unânime)                    | UFC 280: Oliveira vs. Makhachev              | 22/10/2022 | 3     | 5:00  | Abu Dhabi                   |                       |
| Vitória | 21-4-1 | Tony Ferguson        | Decisão (unânime)                    | UFC 262: Oliveira vs. Chandler               | 15/05/2021 | 3     | 5:00  | Houston, Texas              |                       |
| Vitória | 20-4-1 | Diego Ferreira       | Decisão (dividida)                   | UFC Fight Night: Overeem vs. Volkov          | 06/02/2021 | 3     | 5:00  | Las Vegas, Nevada           | Luta da Noite.        |
| Vitória | 19-4-1 | Scott Holtzman       | Nocaute (soco rodado)                | UFC Fight Night: Lewis vs. Oleinik           | 08/08/2020 | 1     | 4:38  | Las Vegas, Nevada           |                       |
| Vitória | 18-4-1 | Drakkar Klose        | Nocaute (soco)                       | UFC 248: Adesanya vs. Romero                 | 07/03/2020 | 2     | 1:00  | Las Vegas, Nevada           | Performance da Noite. |
| Vitória | 17-4-1 | Frank Camacho        | Finalização (mata leão)              | UFC Fight Night: Maia vs. Askren             | 26/10/2019 | 1     | 2:02  | Kallang                     |                       |
| Vitória | 16-4-1 | Drew Dober           | Finalização (chave de braço)         | UFC Fight Night: Lewis vs. dos Santos        | 09/03/2019 | 2     | 4:41  | Wichita, Kansas             | Performance da Noite. |
| Vitória | 15-4-1 | Thiago Moisés        | Decisão (unânime)                    | UFC Fight Night: Korean Zombie vs. Rodríguez | 10/11/2018 | 3     | 5:00  | Denver, Colorado            |                       |
| Derrota | 14-4-1 | Alexander Hernandez  | Nocaute (soco)                       | UFC 222: Cyborg vs. Kunitskaya               | 03/03/2018 | 1     | 0:42  | Las Vegas, Nevada           |                       |
| Empate  | 14-3-1 | Evan Dunham          | Empate (majoritário)                 | UFC 216: Ferguson vs. Lee                    | 07/10/2017 | 3     | 5:00  | Las Vegas, Nevada           |                       |
| Derrota | 14-3   | Edson Barboza        | Nocaute (joelhada voadora)           | UFC Fight Night: Belfort vs. Gastelum        | 11/03/2017 | 2     | 3:35  | Fortaleza                   |                       |
| Vitória | 14-2   | Rashid Magomedov     | Decisão (unânime)                    | The Ultimate Fighter: América Latina 3       | 05/11/2016 | 3     | 5:00  | Cidade do México            |                       |
| Vitória | 13-2   | James Vick           | Nocaute (soco)                       | UFC 199: Rockhold vs. Bisping II             | 04/06/2016 | 1     | 4:16  | Inglewood, California       |                       |
| Derrota | 12-2   | Michael Chiesa       | Finalização (mata leão)              | UFC on Fox: Teixeira vs. Evans               | 16/04/2016 | 2     | 1:20  | Tampa, Florida              |                       |
| Vitória | 12-1   | Michael Johnson      | Decisão (dividida)                   | UFC Fight Night: Teixeira vs. St. Preux      | 08/08/2015 | 3     | 5:00  | Nashville, Tennessee        |                       |
| Vitória | 11-1   | Jim Miller           | Decisão (unânime)                    | UFC on Fox: Machida vs. Rockhold             | 18/04/2015 | 3     | 5:00  | Newark, New Jersey          |                       |
| Vitória | 10-1   | Daron Cruickshank    | Finalização (mata leão)              | UFC 185: Pettis vs. dos Anjos                | 14/03/2015 | 2     | 2:48  | Dallas, Texas               | Performance da Noite. |
| Vitória | 9-1    | Diego Ferreira       | Decisão (unânime)                    | UFC 179: Aldo vs. Mendes II                  | 25/10/2014 | 3     | 5:00  | Rio de Janeiro              |                       |
| Vitória | 8-1    | Anthony Rocco Martin | Finalização (triângulo de braço)     | UFC Fight Night: Henderson vs. dos Anjos     | 23/08/2014 | 2     | 3:38  | Tulsa, Oklahoma             |                       |
| Derrota | 7-1    | Ramsey Nijem         | Nocaute Técnico (socos)              | UFC Fight Night: Nogueira vs. Nelson         | 11/04/2014 | 1     | 4:20  | Abu Dhabi                   |                       |
| Vitória | 7-0    | Charlie Brenneman    | Finalização (mata leão)              | UFC Fight Night: Rockhold vs. Philippou      | 14/01/2014 | 1     | 1:45  | Duluth, Georgia             | Estréia no UFC.       |
| Vitória | 6-0    | Jason Meaders        | Nocaute (soco)                       | RITC - Respect in the Cage                   | 04/05/2013 | 2     | 4:03  | Pomona, California          |                       |
| Vitória | 5-0    | Trace Gray           | Finalização (chave de braço)         | RITC - Respect in the Cage                   | 19/01/2013 | 1     | 0:36  | Pomona, California          |                       |
| Vitória | 4-0    | Gilberto dos Santos  | Nocaute Técnico (interrupção médica) | HFR 2 - High Fight Rock 2                    | 27/10/2012 | 1     | 4:03  | Goiânia                     |                       |
| Vitória | 3-0    | Dominic Gutierrez    | Finalização (mata leão)              | Samurai Pro Sports - Samurai MMA Pro 2011    | 21/10/2011 | 1     | 1:16  | Culver City, Califórnia     |                       |
| Vitória | 2-0    | Vance Bejarano       | Finalização (mata leão)              | RITC - Respect in the Cage                   | 9/10/2010  | 1     | N/A   | Pomona, Califórnia          |                       |
| Vitória | 1-0    | Jordan Betts         | Decisão (dividida)                   | RITC 2 - Respect in the Cage 2               | 20/11/2009 | 3     | 5:00  | Pomona, Califórnia          |                       |